# Шарлота Георгина Луиза фон Мекленбург-Щрелиц
Шарлота Георгина Луиза Фридерика фон Мекленбург-Щрелиц (на немски: Charlotte Georgine Luise Friederike Herzogin zu Mecklenburg-Strelitz; * 17 ноември 1769, Хановер; † 14 май 1818, Хилдбургхаузен) е принцеса от Мекленбург и чрез женитба херцогиня на Саксония-Хилдбургхаузен.

## Живот
Тя е най-възрастната дъщеря на херцог Карл II фон Мекленбург (1741 – 1816) и Фридерика Каролина Луиза фон Хесен-Дармщат (1752 – 1782), дъщеря на ландграф Георг Вилхелм фон Хесен-Дармщат. Нейната леля София Шарлота е съпруга на английския крал Джордж III. Шарлота е сестра на Луиза Августа, кралица на Прусия, на Фридерика Каролина, кралица на Хановер, и на княгиня Тереза фон Турн и Таксис.
Майка ѝ умира, когато е на 12 години. Шарлота и нейните сестри са смятани по това време за най-красивите жени на света. На 3 септември 1785 г., на 15-годишна възраст, тя се омъжва за Фридрих фон Саксония-Алтенбург (1763 – 1834) от род Ернестини, от 1826 г. херцог на Саксония-Хилдбургхаузен. Той е до 1787 г. под опекунството на роднината му Йозеф Фридрих (1702 – 1787). Скоро той се отнася студено с по-умната си съпруга. Пруската кралска двойка, Фридрих Вилхелм III и нейната сестра Луиза, ги посещава през 1803 и 1805 г. в Хилдбургхаузен.
Шарлота умира след дълго боледуване на 14 май 1818 г. Тя е пожелала да бъде погребана в новото гробище Бакщайнфелд в Хилдбургхаузен. Погребана е първо в дворцовата църква на Хилдбургхаузен.
- Херцогиня Шарлота фон Саксония-Хилдбургхаузен, 
ок. 1790
- Могилата на Шарлота в Хилдбургхаузен

## Деца
Шарлота и Фридрих имат 12 деца:
- Фридрих (1786 – 1786)
- Шарлота (1787 – 1847)
∞ 1805 принц Паул фон Вюртемберг (1785 – 1852)
- Августа (1788 – 1788)
- Йозеф (1789 – 1868), херцог на Саксония-Алтенбург
∞ 1817 херцогиня Амалия фон Вюртемберг (1799 – 1848)
- Фридерика (1791 – 1791)
- Тереза (1792 – 1854)
∞ 1810 г. в Мюнхен за крал Лудвиг I от Бавария (1786 – 1868)
- Луиза (1794 – 1825)
∞ 1813 херцог Вилхелм фон Насау (1792 – 1839)
- Франц (1795 – 1800)
- Георг (1796 – 1853), херцог на Саксония-Алтенбург
∞ 1825 херцогиня Мария фон Мекленбург-Шверин (1803 – 1862)
- Фридрих (1801 – 1870)
- Максимилиан (1803 – 1803)
- Едуард (1804 – 1852)
∞ 1. 1835 принцеса Амалия фон Хоенцолерн-Сигмаринген (1815 – 1841)
∞ 2. 1842 принцеса Луиза Ройс цу Грайц (1822 – 1875)